# Маллиган, Джерри
Джерри Маллиган (англ. Gerry Mulligan, 6 апреля 1927 — 20 января 1996) — американский джазовый саксофонист, композитор, аранжировщик, один из основателей стиля «кул-джаз». Крупнейший баритон-саксофонист, Маллиган содействовал уравниванию баритона в правах с другими представителями семейства используемых в джазовой музыке саксофонов. 

## Начало музыкальной карьеры
Маллиган начинал с фортепиано, а потом стал изучать кларнет и различные виды саксофонов. Вначале он заслужил репутацию отличного аранжировщика. В 1944 году Маллиган писал аранжировки для радио-оркестра Джонни Уорингтона. В 1946 году он переехал в Нью-Йорк и присоединился в качестве штатного аранжировщика к Оркестру Джина Крупы ; его наиболее известной работой на тот период стала аранжировка композиции «Disc Jockey Jump». В период сотрудничества с Оркестром Джина Крупы он иногда играл на альт-саксофоне. Такая же ситуация была и в 1948 году, когда он участвовал в составе оркестра Клода Торнилла (Claude Thornhill).

## Творческая биография
Впервые Джерри Маллиган как баритонист стал записываться в нонете Майлза Дэвиса «Birth of the Cool» (1948-50), но опять его аранжировки («Godchild», «Darn That Dream» и три его оригинала «Jeru», «Rocker», «Venus De Milo») стали более значительным событием, чем короткие соло на саксофоне. Большую часть 1949 года Маллиган писал для оркестра Элиота Лоуренса и анонимно участвовал в его саксофонной секции. Это продолжалось чуть ли не до 1951 года, пока он не стал уделять больше внимания работе с баритоном. Маллиган записался со своим собственным нонетом на Prestige, продемонстрировав уже узнаваемый звук. После поездки в Лос-Анджелес он написал некоторые аранжировки для оркестра Стэна Кентона, включая «Youngblood», «Swing House» и «Walking Shoes», работал в Lighthouse и затем получил ангажемент на регулярные выступления «Monday Night» в Haig. За это время Маллиган понял, что ему нравится сверхсвобода при исполнении сольных импровизаций: без пианиста. Он импровизировал с трубачом Четом Бейкером, и вскоре их магическое взаимопонимание было представлено в его квартете без пианиста. Группа быстро привлекла внимание в 1952-м и сделала Маллигана и Бейкера звездами.
Наркотический удар выбил Маллигана из колеи, квартет перестал существовать, но в 1954 году он вышел из тюрьмы и начал новое музыкальное партнерство с тромбонистом Бобом Брукмейером, которое стало весьма успешным. Затем к составу присоединились трубач Джон Эрдли и тенор-саксофонист Зут Симс, и в 1958 году в группу был приглашен трубач Арт Фармер. Будучи очень тонким исполнителем, относящимся с уважением к другим стилистам, Маллиган отказался записываться с великими джазменами, которыми он восхищался. В 1958 году на Ньюпортском джазовом фестивале он поочередно играл с баритонистом Харри Карни в исполнении «Prima Bara Dubla» в составе оркестра Дюка Эллингтона и в течение 1957-60 годов записал отдельные альбомы с Телониусом Монком, Полом Дезмондом, Стэном Гетцем, Беном Вебстером и Джонни Ходжесом.
В 1958 году Маллиган выступил на классическом фестивале «Sound of Jazz» и написал музыку к фильмам «I Want to Live» и «The Subterraneans». В течение 1960-64 гг. Маллиган возглавлял свой оркестр «Concert Jazz Band», который давал ему возможность писать музыку, играть на саксофоне и иногда — на фортепиано. Оркестр на то время включал Боба Брукмейера, Симса, Кларка Терри и Мела Льюиса (Brookmeyer, Sims, Clark Terry, Mel Lewis). Маллиган стал несколько менее активным после того, как биг-бэнд распался, но он продолжал интенсивно гастролировать с квартетом Дейва Брубека (1968-72 гг.), некоторое время играл на сопрано-саксофоне, возглавлял в середине 70-х секстет, который включал вибрафониста Дейва Сэмюэлса, и в 1968 году импровизировал совместно на записи со Скоттом Хэмилтоном.

## Оркестровые работы
Джерри Маллиган, как и многие джазовые музыкантов того времени, иногда записывался со струнными. Известные записи включают: в 1957 с String Jazz Quartet Винни Берка, в 1959 году альбом с оркестром Андре Превина и в 1965-м альбом квинтета Джерри Маллиган и струнных. В 1974 году Маллиган сотрудничал со знаменитым аргентинским музыкантом Астором Пьяццоллой. Во время записи сессий в Милане, Джерри встретил свою будущую жену, графиню Франка Рота Борджини Балдовинетти, фотожурналистку и внештатного корреспондента. В 1975 году Маллиган записал струнный альбом с итальянским композитором Энрико Интра.
Более серьезные работы Маллигана с оркестром начались в мае 1970 года с исполнением оратории Дейва Брубека The Light in the Wilderness с Эрихом Кунцелем и Cincinnati Symphony.
В 1970-х и 1980-х годах, Маллиган работает над созданием и содействием репертуару баритон-саксофона для оркестра. В 1973 году Маллиган поручил композитору Франку Прото написать Saxophone Concerto для премьеры Cincinnati Symphony. В 1977 году Канадская радиовещательная корпорация заказала Гарри Фридману написать саксофонный концерт Celebration, который был проведен Маллиганом с CBC Symphony. В 1982 году Zubin Mehta пригласил Джерри Маллигана в нью-йоркскую филармонию исполнить партию сопрано-саксофона в «Болеро» Равеля.
В 1984 году Джерри поручил Гарри Фридману написать The Sax Chronicles с аранжировками некоторых мелодий Маллигана в стилизации. В апреле того же года, Маллиган был солистом New American Orchestra в Лос-Анджелесе на премьере Spring Wings Патрика Уильямса.
В июне 1984 г. Маллиган завершил и исполнил свою первую оркестровку Entente for Baritone Saxophone and Orchestra вместе с Filarmonia Venetia. В октябре Джерри исполнил Entente и The Sax Chronicles с Лондонским симфоническим оркестром.
В 1987 году Маллиган адаптировал K-4 Pacific (по своей записи биг-бенда в 1971 Age of Steam) для квартета с оркестром и исполнил Entente с Израильским филармоническим оркестром в Тель-Авиве, дирижировал Зубин Мета. Оркестровые выступления Маллигана в то время также включали Хьюстонский симфонический, филармония Стокгольм и Нью-Йоркская филармония.
1988 г. премьера Octet for Sea Cliff Маллигана по заказу артистов Sea Cliff. В 1991 году Concordia Orchestra исполнил премьеру Momo’s Clock, работу для оркестра (без соло саксофона), которая была вдохновлена книгой немецкого писателя Михаэля Энде.

## Позднее творчество Маллигана
В конце 70-х Маллиган, который всегда обожал сочинения Стравинского, Прокофьева и Бартока, играет с классическими симфоническими оркестрами, в 80-е появляется на европейских джазовых фестивалях в компании Лайонела Хэмптона, Ли Коница и Эллы Фицджеральд.
Незадолго до смерти концертировал во Франции с 87-летним скрипачом Стефаном Грапелли.

## Театр и кино
Первое появление Джерри Маллигана в кино было, вероятно, с оркестром Джина Крупы на альт-саксофоне в короткометражном фильме Follow That Music (1946). Маллиган имел небольшие роли в фильмах I Want to Live! (1958 — в составе комбо джаз), Rat Race (1960 — в котором он выступает как тенор-саксофонист, а не его обычный баритон-саксофон), Subterraneans (1960) и Bells Are Ringing (1960). Маллиган также выступал несколько раз на телевидении в различных программах в течение своей карьеры.
Как композитор, Маллиган пишет музыку для фильмов A Thousand Clowns (1965 — главная тема), экранизации бродвейской комедии Luv (1967), французских фильмов La Menace (1977) и Les Petites galères (1977 — с Астором Пьяццоллой) и I’m Not Rappaport (1996 — главная тема).
В 1978 году Маллиган написал музыку для бродвейского мюзикла Play with Fire Дейла Вассермана.
В 1995 году Hal Leonard Corporation выпустила видеокассету The Gerry Mulligan Workshop — A Master Class on Jazz and Its Legendary Players.

## Фирмы звукозаписи
- Verve Records
- Pacific Jazz
- Vogue
- Telarc
- Prestige
- Original Jazz Classics
- Limelight

## Дискография
- 1951 — Mulligan-Baker
- 1951 — Historically Speaking
- 1951 — Mulligan Plays Mulligan
- 1951 — Gerry Mulligan Blows
- 1952 — Gerry Mulligan Quartet [Pacific Jazz]
- 1952 — Gerry Mulligan with Paul Chambers
- 1953 — Gerry Mulligan Quartet, Vol. 1
- 1953 — Lee Konitz and the Gerry Mulligan Quartet
- 1953 — Gerry Mulligan and His Ten-tette
- 1953 — Lee Konitz Plays with the Gerry Mulligan Quartet
- 1953 — Revelation
- 1954 — Gerry Mulligan in Paris, Vol. 1
- 1954 — California Concerts, Vols. 1 & 2
- 1954 — Paris Concert
- 1954 — California Concerts, Vol. 2
- 1954 — California Concerts
- 1954 — Pleyel Concert (June 1954)
- 1955 — A Profile of Gerry Mulligan
- 1955 — Mainstream, Vol. 2
- 1955 — Mainstream of Jazz
- 1955 — Original Mulligan Quartet
- 1955 — Presenting the Gerry Mulligan Sextet
- 1955 — Presenting the Sextet
- 1956 — At Storyville
- 1957 — Gerry Mulligan Quartet/Paul Desmond Quintet
- 1957 — Live in Stockholm (1957)
- 1957 — Mulligan and Getz and Desmond
- 1957 — Gerry’s Time
- 1957 — Gerry Mulligan Meets Stan Getz
- 1957 — Blues in Time
- 1957 — Mulligan Meets Monk
- 1957 — Reunion with Chet Baker
- 1957 — The Mulligan Songbook
- 1957 — Lee Konitz with the Gerry Mulligan Quartet
- 1957 — Desmond Meets Mulligan
- 1958 — What Is There to Say?
- 1958 — Play Phil Sunkel’s Jazz Concerto Grosso
- 1958 — I Want to Live
- 1959 — Gerry Mulligan Meets Ben Webster
- 1959 — New Gerry Mulligan Quartet (May 19, 1959)
- 1960 — Concert Jazz Band
- 1960 — The Gerry Mulligan Concert Jazz Band on Tour
- 1960 — Genius of Gerry Mulligan
- 1960 — Gerry Mulligan Meets Johnny Hodges
- 1960 — Nightwatch
- 1961 — Presents a Concert in Jazz
- 1961 — Gerry Mulligan and the Concert Jazz Band
- 1961 — Concert in Jazz
- 1961 — Gerry Mulligan and the Concert Jazz Band at the Village Vanguard
- 1961 — Holiday with Mulligan
- 1962 — Jeru
- 1962 — Spring Is Sprung
- 1962 — Gerry Mulligan and His Quartet
- 1962 — The Gerry Mulligan Quartet [Verve]
- 1962 — Gerry Mulligan [1963]
- 1962 — Zurich 1962
- 1963 — Butterfly with Hiccups
- 1963 — Night Lights
- 1963 — Timeless
- 1965 — Feelin' Good
- 1965 — If You Can’t Beat 'Em, Join 'Em
- 1966 — Something Borrowed, Something Blue
- 1966 — With Guest Soloist Zoot Sims
- 1966 — Concert Days
- 1969 — Jazz Fest Masters
- 1971 — Age of Steam
- 1974 — Carnegie Hall Concert
- 1974 — Summit — Reunion Cumbre
- 1974 — Carnegie Hall Concert, Vol. 2
- 1974 — Gerry Mulligan [1974]
- 1974 — Gerry Mulligan/Astor Piazzolla (1974)
- 1975 — Gerry Mulligan Meets Enrico Intra
- 1976 — Idol Gossip
- 1977 — Lionel Hampton Presents Gerry Mulligan
- 1980 — Walk on the Water
- 1982 — La Menace
- 1983 — Little Big Horn
- 1986 — Gerry Mulligan Meets Scott Hamilton: Soft Lights & Sweet Music
- 1987 — Symphonic Dreams
- 1989 — Lonesome Boulevard
- 1989 — Konitz Meets Mulligan
- 1991 — Plays
- 1992 — Re-Birth of the Cool
- 1993 — In Concert
- 1993 — Lionel Hampton Presents Mulligan
- 1993 — Paraiso-Jazz Brazil
- 1994 — Dream a Little Dream
- 1994 — Gerry Mulligan & Paul Desmond Quartet
- 1995 — Dragon Fly
- 1996 — News from Blueport
- 1996 — The Original Gerry Mulligan Tentet & Quartet
- 1997 — Concert in the Rain
- 1997 — Two Times Four Plus Six
- 1999 — In Sweden
- 1999 — Olympia 19 Novembre 1960, Pt. 2
- 1999 — Olympia, 6 Octobre, 1962
- 2000 — Pleyel Jazz Concert, Vol. 1
- 2001 — Jazz Casual: Gerry Mulligan & Art Pepper
- 2001 — The Gerry Mulligan Quartets in Concert
- 2002 — Swing House
- 2003 — Midas Touch: Live in Berlin
- 2006 — Gerry Mulligan Sextet
- 2006 — Live at the Olympia Paris 1960
- 2006 — On the Road: Live in California